# سالي بينيت
سالي بينيت (بالإنجليزية: Sally Bennett)‏ هي مبارزة بالسيف أسترالية، ولدت في 10 يونيو 1979 في سيدني في أستراليا.